# 薄伽梵
薄伽梵（羅馬化：Bhagavān），是印度宗教對崇敬對象的稱號。在印度教，這稱號用於敬稱印度天神及其化身，特別是用來尊稱毗濕奴的化身黑天，以及濕婆的化身大黑天。在耆那教則用於尊稱蒂爾丹嘉拉，特別是筏馱摩那。佛教用此稱號尊稱佛陀。
在印度和南亞，對許多不崇拜特定天神或對象但仍有虔誠信仰的民眾來說，薄伽梵就相當於抽象概念的至上神。

## 語源
Bhagavān（巴利語：Bhagavā）是Bhagavat（巴利語：Bhagavant）的單數主格型態，意思是吉祥的、有德的、有福的、可敬的、神聖的、輝煌的等等。源自名詞薄伽 भग（bhaga），意思是祥瑞、好運、財富、繁盛。薄伽（bhaga）的同源詞為古波斯語 𐏎（baga）、阿維斯陀語：𐬠𐬀𐬖𐬀（baγa），神明；原始斯拉夫語 ，神明；波蘭語 bogaty、塞爾維亞-克羅埃西亞語 bogat、俄語  (bogatyj) ，財富。

## 印度教
薄伽梵的詞源薄伽 bhaga出現於梨俱吠陀和阿闥婆吠陀，不過薄伽梵一詞並未出現在吠陀經和早期的奧義書內。中、後期的奧義書和《薄伽梵歌》，開始以薄伽梵敬稱天神，如《薄伽梵歌》中的黑天；譯入漢語時曾被譯為“天尊”、“至尊”。
在《毘濕奴往世書》中，定義薄伽梵為：

उत्पत्तिं प्रलयं चैव भूतानामागतिं गतिम् |（utpattiṃ pralayaṃ caiva bhūtānāmāgatiṃ gatim）

वेत्तिं विद्यामविद्यां च स वाच्यो भगवानिति ||（vettiṃ vidyāmavidyāṃ ca sa vācyo bhagavāniti）

知萬物生滅，知眾生來去，知智慧無明，是為薄伽梵。
——Vishnu Purana, VI.5.78 
按照梵語的語法規則，男性女性的詞尾有所區別，男神稱以Bhagavān（薄伽梵，Bhagavat的主格）或Bhāgavate（薄伽伐帝，Bhagavat的與格），女神則稱以Bhagavati，等同於Devi（提毗，女性提婆）或Ishvari（伊濕伐唎，女性自在天人）。不過，對有些印度人來說，薄伽梵是抽象概念的至上神，如同梵（bráhman）一樣，不存在性別之分。

## 佛教
在佛經中，薄伽梵是對佛陀的敬稱，譯作世尊，舊譯又作天尊、天中天、眾祐、佛等，音譯為婆伽婆、薄伽梵，藏傳佛教的現代華語新音译作巴嘎萬，是佛陀十號之一，又常合稱為「佛世尊」。
佛典中解釋薄伽梵一詞具多種含義。《大智度論》舉出四義「有德、巧分別諸法、有大名聲、能破煩惱」。《 瑜伽師地論》解釋為「薄伽梵者，坦然安坐妙菩提座，任運摧滅一切魔軍大勢力故 」、「能破諸魔大力軍眾，具多功德，名薄伽梵」，《佛地論》舉出其六種功德「自在、熾盛、端嚴、名稱、吉祥、尊貴」。《十號經》解釋為「自審觀察所有善法、戒法、心法、智慧法，復觀貪等不善之法能招諸有生、滅等苦，以無漏智破彼煩惱，得無上覺，是故天、人、凡、聖、世出世間咸皆尊重，故曰世尊」。
《成實論》解釋為「如是九種功德具足，於三世十方世界中尊，故名世尊」。《解脫道論》釋為「得世稱譽、復得妙法、復得供養、得福具足、道法之主」，名為世尊。又《法蘊論》中舉出「有善法、脩善法、圓滿脩習身戒心慧成無量法、具大威德能自在轉、永破一切惡不善法、設大法會普施有情、名稱普聞遍譽十方」等多種解釋。
藏文音寫Bhagavān為「བྷ་ག་ཝཱན」，意譯「བཅོམ་ལྡན་འདས」（威利轉寫：bcom ldan 'das，/chom den dé/），漢譯為「出有壞」。chom 的意思是征服（摧伏四魔 （页面存档备份，存于）），den是具有（具六種福業 （页面存档备份，存于）），dé是超越（超生死、涅槃之「涅槃」，即不住於輪迴亦不滯於涅槃的「無住涅槃 （页面存档备份，存于）」；涅槃藏語為：མྱ་ངན་འདས，轉寫：mya ngan 'das，意思是：超越愁苦）。
巴利義註、《清淨道論》解釋Bhagavā有六種含義，具吉祥（bhāgyavā，具有吉祥之德，說明其百福特相的色身成就）、破壞（bhaggavā，破除貪瞋痴、一切惡法，說明其法身成就）、諸德相應（bhagehi yuttattā，於世間有「自在、法、名聲、福嚴、欲、精勤」這六福德）、分別（vibhattavā，區分、闡明一切法或慧地諸法或四諦十六行相）、修習（bhattavā，修習、習行、多作一切世間、出世間上人法）、有中捨離旅行者（bhavesu-vanta-gamana，已捨離渴愛，不在生死輪中輪迴）。
據《中部》的複註（ṭīkā），薄伽梵又名為「天中天」（yato bhagavā devātidevoti vuccati）。早期來華的佛教譯師，如支婁迦讖等，亦會把薄伽梵譯為「天中天」。